# Elezioni presidenziali in Madagascar del 2023
Le elezioni presidenziali in Madagascar del 2023 si sono tenute il 16 novembre per eleggere la Presidenza del paese.
Esse, posticipate di quattro giorni dalla data originaria del 12 novembre per via di un clima di violenza, sono avvenute, per l’appunto, nell’abito di un contesto politico-sociale ed economico abbastanza turbolento, che ha visto l’applicazione di varie limitazioni delle libertà civili ed una sentita mancanza di coperture finanziarie, cose che hanno portato l’opposizione, già contrapposta per altri motivi, a boicottare politicamente la tornata elettorale, che ha, difatti, visto una partecipazione abbastanza bassa.
Ciononostante, le elezioni sono comunque state vinte dal Presidente uscente Andry Rajoelina, il quale, già al primo turno, è stato riconfermato con una maggioranza del 58,95% dei suffragi.

## Sistema elettorale
Per le elezioni presidenziali, la legge elettorale malgascia prevede l’applicazione di un sistema maggioritario a doppio turno, secondo cui, per essere eletti già al primo turno, è necessario raggiungere la maggioranza assoluta dei voti (50%+1).
Qualora ciò non avvenga, si attua successivamente un secondo turno di votazione (previsto eventualmente per questa tornata al 20 dicembre), in cui risulta eletto il candidato che abbia ottenuto il maggior numero di voti.

## Risultati
| Andry Rajoelina            | Tanora Malagasy Vonona (TGV)                   | 2 858 947  | 58,96 |  |  |  |  |  |
| Siteny Randrianasoloniaiko | Partito Socialdemocratico del Madagascar (PSD) | 697 691    | 14,39 |  |  |  |  |  |
| Marc Ravalomanana          | Io Amo il Madagascar (TIM)                     | 586 282    | 12,09 |  |  |  |  |  |
| Hery Rajaonarimampianina   | Hery Vaovao ho an'ny Madagasikara (HVM)        | 251 144    | 5,18  |  |  |  |  |  |
| Altri <1,60%               | -                                              | 454 831    | 9,38  |  |  |  |  |  |
| Totale                     | Totale                                         | 4 848 895  | 100   |  |  |  |  |  |
|                            |                                                |            |       |  |  |  |  |  |
| Voti non validi            | Voti non validi                                | 270 123    | 5,28  |  |  |  |  |  |
| Votanti                    | Votanti                                        | 5 119 018  | 46,35 |  |  |  |  |  |
| Elettori                   | Elettori                                       | 11 043 836 |       |  |  |  |  |  |